# The Legend of Zelda
A The Legend of Zelda, esetenként Legend of Zelda vagy csak Zelda egy fantáziavilágban játszódó akció-kalandjáték, a japán Mijamoto Sigeru és Tezuka Takasi fejlesztők munkája. A játékot a Nintendo fejleszti, illetve forgalmazza, bár néhány, hordozható konzolra készült részét a Capcom, illetve a Vanpool hozta forgalomba. A Nintendo egyik legfontosabb franchise-jának tartott sorozat játékmenetében megtalálhatóak az akció-, kaland- és fejtörő jellegű játékok jellemzői is. A sorozat középpontjában Link, a játékos által irányított főhős áll. Link leggyakoribb feladata Zelda hercegnő megmentése. Ennek helyszíne a legtöbb játékban Hyrule, a főgonosz pedig Ganon (Ganondorf), bár változások előfordultak a sorozat történetében (pl. Termina, mint a The Legend of Zelda: Majora's Mask helyszíne, illetve Vaati, a Four Swords játékok főgonosza). Az egyes játékok történetében fontos szerepet játszik a Triforce, a mindenhatóságot biztosító arany erőháromszögek. A Bátorságot jelképező háromszög Linké, a Bölcsességé Zeldáé, míg a Hatalom háromszöge Ganondorf kezében van. Link a sorozat különböző részeiben nem ugyanaz a személy, bár vannak kivételek (Ocarina of Time és Majora's Mask, például).
2010 áprilisáig a The Legend of Zelda sorozat több, mint 59 millió példányt adott el világszerte az eredeti "The Legend of Zelda" 1986-os megjelenése óta. A sorozatba hivatalosan 19 játék tartozik, amelyek közül a Nintendo minden fontosabb konzoljára jelent meg néhány. A hivatalos játékok mellett több spin-off is napvilágot látott.

## Történet
A játékokban gyakran felbukkanó kerettörténet szerint réges-régen a három Arany Istennő hozta létre Hyrule földjét. Din, a Hatalom istennője izzó, erős karjaival megformálta a földet. Nayru, a Bölcsesség istennője adta a világ szabályait és rendjét, ami az embereket majd vezeti. Farore, a Bátorság istennője pedig életet lehelt mindenbe, hogy követhessék az igazság útját.
Amikor bevégezték munkájukat, az istennők hátrahagyták a szent ereklyeként tisztelt Triforce-ot. A három kis aranyháromszög (a Bátorság, a Bölcsesség és a Hatalom Triforce-ja) a használónak minden kívánságt teljesíti. Azonban, mivel a Triforce magában nem tud különbséget tenni jó és gonosz között, az istennők elzárták a Triforce-ot a Szent Birodalomba, annak reményében, hogy egy napon valaki olyan keresi majd meg, aki érdemes rá.
A legenda szerint a Triforce megtalálója csakis akkor juthat hozzá mindhárom háromszöghöz, és ezzel a valódi mindenhatósághoz, ha a lelkében a hatalom(vágy), a bátorság és a bölcsesség egyensúlyban van. Amennyiben ilyen tiszta szívű ember kezébe kerül, a Szent Birodalom földi paradicsommá válik. Azonban, ha a megtaláló gonosz, a Szent Birodalomból rémálomszerű, baljós hely marad csupán. Az ilyen, kiegyensúlyozatlan személy csak egy háromszöghöz juthat hozzá, ahhoz, amelyik a rá legjellemzőbb tulajdonságot testesíti meg. A másik két háromszög Hyrule egy-egy olyan lakójára száll, aki az adott tulajdonságot a legjobban képviseli. A sorozat folyamán legelőszor az Ocarina of Time során szakadt így szét a Triforce, amikor a Hatalom, Bátorság és Bölcsesség háromszögeit rendre Ganondorf, Link és Zelda kapták meg. A Hatalom és a Bölcsesség Triforce-ja a sorozat kezdete óta jelen van, ám a Bátorság Triforce-ja csak a második játékban a The Adventure of Linkben jelent meg, ahol Link küldetésének végén jut hozzá a háromszöghöz. Bár a Triforce egyes elemei oszthatatlanok, maga a relikvia nem mindig egészben szerezhető meg. Így például a The Wind Waker során Linknek egyesítenie kell a nyolc darabba vágott Bátorság Triforce-ot, mielőtt visszatérhetne Hyrule-ba.
A sorozat néhány játéka önálló háttértörténettel rendelkező helyeken játszódik. Ilyen például Termina, ahol a Majora's Mask játszódik, vagy a Link's Awakening helyszíne, a távoli Koholint sziget.

### Főszereplők

#### Link
A The Legend of Zelda sorozat főhőse, Link, zöld tunikás (a Breath of the Wildban kék tunikás), hegyes sapkás (kis)fiúként kerül bemutatásra. Link a hyliai népcsoport tagja. A sorozat weblapja szerint Link bátor és szerény, így érdemes arra, hogy a Bátorság Triforce-háromszögét viselje. Egyes játékokban külön címet is kap, mint például: „Az Idő Hőse” (The Hero of Time), „A Szelek Hőse” (The Hero of Winds) vagy „Az Alkonyat Hőse” (The Hero of Twilight). Link legtöbb megtestesülése balkezes, (a 2006-os Twilight Princess Wii-verziójában (az eredetileg GameCube-ra írt játékot megtükrözték), a 2011-es Skyward Swordben és a 2017-es Breath of the Wildban jobbkezes). Az eredeti játékban Link kétkezesnek tűnik, mivel a kardja mindig a képernyő alja felé mutat, akár balra, akár jobbra fordul a karakter.
Link többnyire nem beszél, többnyire nyögés- vagy csatakiáltás-szerű hangokat ad ki. Az egy kivétel a The Wind Waker, ahol „Come on!” („Gyere!”) kiáltással bírhat egyes személyeket és tárgyakat arra, hogy kövessék. A dialógus menülistákból irányítható.
A legtöbb játékban a játékos átnevezheti Linket a játék kezdete előtt, és onnantól a többi karakter is ezen a néven fogja emlegetni. A Link's Awakening-ben, ha a játékos lop a boltból, a többi szereplő csak „Tolvaj”nak fogja hívni. Egy 2002-es interjúban Mijamoto azt mondta, Link arról kapta a nevét, hogy ő az összekötő kapocs (link) a játékos és a játék mesevilága között.

#### Zelda hercegnő
Zelda Hyrule hercegnője, és a Bölcsesség Triforce-háromszögének őrzője. Noha a legtöbb játékban Linknek meg kell mentenie Zeldát, a hercegnőről néha kiderül, hogy valójában harcban is igen erős, mind mágikus képességeivel, mint a Fény Nyilaival jól bánik. A hivatalos sorozatban a Spirit Tracks előtt nem volt játszható karakter, ebben a játékban azonban szellemként irányíthat egyes fantomokat, amiket a játékos kezel.

#### Ellenség
Leginkább Ganon(dorf) tekinthető a sorozat fő ellenségének, bár több játékból hiányzik.
Ezekben a játékokban az alábbiak a főellenségek:
- Zelda II: The Adventure of Link – Dark Link (Sötét Link)
- Link's Awakening – The Nightmare (A Rémálom)
- Majora's Mask – Majora's Mask/Skull Kid (Majora Maszkja/A Koponyakölyök)
- Oracle of Ages – Veran
- Oracle of Seasons – Onox
- Four Swords – Vaati
- The Minish Cap – Vaati
- Phantom Hourglass – Bellum
- Spirit Tracks – Malladus
- Skyward Sword – Demise (A Kimúlás)
- Tri Force Heroes – The Lady (A Hölgy)

Érdekesség, hogy vannak olyan játékok, amikben először úgy tűnik, hogy a főgonosz egy új karakter, de a végén kiderül, hogy Ganon(dorf) áll mögötte (az A Link to the Pastből Agahnim, Vaati a Four Swords Adventuresből, Zant a Twilight Princessből és Cia a Hyrule Warriorsban). Az Oracle játékokban a főgonosz Twinrova (aki Veran és Onox mögött áll), akik felakarják támasztani Ganont (akinek a szerepe a játékban nem több mint az utolsó boss). Ugyan Ganon jelen van az A Link Between Worldsben, az igazi főgonosz Yuga, aki Ganon erejét akarja megszerezni.
A Skyward Swordben kiderült, hogy Demise megátkozta Link és Zelda legkorábbi inkarnációinak leszármazottait, aminek megtestesülése Ganon.

## Játékok

### Spin-off játékok
- Link's Crossbow Training (Wii, 2007): lövöldözős játék a Wii Zapperhez.
- Hyrule Warriors (Wii U, 2014): Hack and slash játék Wii U-ra. Keresztezés a Dynasty Warriorsal.
  - Hyrule Warriors Legends (Nintendo 3DS, 2016)
  - Hyrule Warriors: Definitive Edition (Nintendo Switch, 2018)
- Cadence of Hyrule (Nintendo Switch, 2019): Keresztezés Crypt of the NecroDancerrel.
- Hyrule Warriors: Age of Calamity (Nintendo Switch, 2020)

### Remake-ek
- A Link to the Past (Game Boy Advance, 2002)
- Ocarina of Time 3D (Nintendo 3DS, 2011)
- The Wind Waker HD (Wii U, 2013)
- Majora's Mask 3D (Nintendo 3DS, 2015)
- Twilight Princess HD (Wii U, 2016)
- Link's Awakening (Nintendo Switch, 2019)
- Skyward Sword HD (Nintendo Switch, 2021)

## Kronológia
2011-ben megjelent a Hyrule Historia című könyv, ami felfedi, hogy az idővonal három felé vált az Ocarina of Time során. Az egyikben Link nem tudta legyőzni Ganont, és következménye az „Imprisoning War”, ami része az A Link to the Past háttértörténetének. A második és harmadik idővonalakon Linknek sikerült győznie: a második idővonalon Link visszament az időben, és figyelmeztette Zeldát Hyrule szörnyű sorsáról, míg a harmadik idővonalon Link eltűnt, mert a második idővonalon él tovább, és egy új Link válik hőssé.
Egységes idővonal:
- Skyward Sword
- The Minish Cap
- Four Swords
- Ocarina of Time

A Hős bukásának idővonala:
- A Link to the Past
- Link's Awakening
- Oracle of Seasons and Oracle of Ages
- A Link Between Worlds
- Tri Force Heroes
- The Legend of Zelda
- The Adventure of Link

A gyerek Link idővonal:
- Majora's Mask
- Twilight Princess
- Four Swords Adventures

A felnőtt Link idővonal:
- The Wind Waker
- Phantoum Hourglass
- Spirit Tracks

2018-ban a Nintendo felfedte, hogy a Breath of the Wild az összes eddig megjelent játék után játszódik (de nem erősítették meg, hogy melyik idővonalon játszódik).

## Fordítás
- Ez a szócikk részben vagy egészben  a   The_Legend_of_Zelda című angol Wikipédia-szócikk ezen változatának fordításán alapul.  Az eredeti cikk szerkesztőit annak laptörténete sorolja fel. Ez a jelzés csupán a megfogalmazás eredetét és a szerzői jogokat jelzi, nem szolgál a cikkben szereplő információk forrásmegjelöléseként.